# Monito del monte
De monito del monte (Dromiciops gliroides) is een klein buideldier waarvan kop en romp samen tussen de 83 en 130 mm lang zijn, met een staart van 90 tot 132 mm, een gewicht van 16 tot 42 g, en dat in bomen leeft. Het is een van de twee nog levende vertegenwoordigers van de orde Microbiotheria, de voorouderlijn van alle Australische buideldieren. Het was lang de enige soort in deze orde, maar recentelijk is de soort Dromiciops bozinovici van deze soort afgesplitst, waardoor het niet langer de enige soort is. Het is het belangrijkste fruitetende zoogdier in het gematigde regenwoud van de Andes in Chili en Argentinië, en is de belangrijkste zaadverspreider van verschillende endemische planten van dit ecosysteem. De monito del monte is een van de weinige overwinterende zoogdieren in Zuid-Amerika, die de helft van het jaar in fysiologische rust doorbrengt waarbij de stofwisseling wordt teruggebracht tot 10% van het normale niveau.

## Beschrijving
De monito del monte is een klein buideldier met een korte snuit en kleine, ronde oren. De vacht is kort en dicht. Hoewel het grootste deel van hun vacht bruingrijs is, kunnen ze op de schouders en romp witte vlekken hebben. Op de buikzijde heeft de vacht een lichtere kleur, variërend van geelachtig wit tot lichtgrijs. Hoewel soms een golfpatroon zichtbaar is, zijn de meest opvallende vachtkenmerken de uitgesproken zwarte oogringen. De lengte van neuspunt tot staartaanzet ligt tussen 83 en 130 mm, exclusief de staart, die tussen 90 en 132 mm lang is. Ze zijn redelijk goed in staat zich met hun staart vast te grijpen dankzij de kale plek op de onderkant van 25 tot 30 mm. De rest van de staart is dicht behaard. De volwassen dieren wegen tussen de 16 en 42 g. Ze lijken op opossums in het geslacht Marmosa, maar de monito del monte heeft kortere poten, robuustere handen en voeten, meer halfronde bovenste snijtanden en kleinere, harigere oren.

### Variatie binnen de soort
Eerder werd de populatie van het eiland Chiloé als afzonderlijke ondersoort Dromiciops australis subsp. gliroides onderscheiden. Monitos del monte van het vasteland werden gerekend tot Dromiciops australis subsp. australis. Het enige opvallende verschil in uiterlijk tussen deze groepen is echter de donkere vacht van exemplaren van Chiloé. Omdat er onvoldoende onderscheidende kenmerken zijn tussen, worden afzonderlijke ondersoorten niet langer erkend.

### Verschillen tussen vrouwtjes en mannetjes
Vrouwtjes zijn aanzienlijk zwaarder en langer dan mannetjes aan het eind van de zomer. Hoewel beide geslachten vet opslaan in hun staart, zijn die van vrouwtjes meestal dikker. Hoewel variatie in staartdikte verschilt per seizoen, is het onduidelijk of vrouwtjes het hele jaar door groter zijn dan mannetjes.

## Taxonomie
Monitos del monte zijn nauwer verwant aan alle Australische buideldieren dan aan enig ander Amerikaans buideldier.
In 2016 werd bij genetisch onderzoek de monito del monte in 3 verschillende soorten gesplitst, Dromiciops gliroides, Dromiciops mondaca en Dromiciops bozinovici. Echter, er was veel kritiek op deze studie waardoor deze splitsing initieel controversieel was. Zo zouden de soorten niet genoeg verschillen in hun morfologie, met name van het cranium. Ook was er kritiek op de methodologie van de studie waarin de soort beschreven werd.
Studies uit 2021 en 2022 toonden aan dat de splitsing van Dromiciops bozinovici als aparte soort van Dromiciops gliroides gerechtvaardigd was, omdat er een sterke genetische divergentie was tussen de twee. Echter, de afsplitsing van Dromiciops mondaca als aparte soort bleek niet gesteund en werd als ondersoort van Dromiciops gliroides gerekend (Dromiciops gliroides mondaca).

## Gedrag
De monito del monte heeft het gehele jaar door dagelijkse periodes waarin de stofwisseling en de lichaamstemperatuur tijdelijk op een laag peil gehouden worden zelfs in de voortplantingstijd en als er jongen zijn. Daarnaast kan het dier ook mini-winterslaapjes van maximaal 5 dagen doormaken waarbij de lichaamstemperatuur tot vlak boven het vriespunt kan dalen, vooral in de periode dat de dagen kort zijn en de hoeveelheid voedsel bovendien beperkt is. Deze korte winterslaapperiodes zijn verder alleen maar bekend van de Patagonische buidelrat (Lestodelphys halli).

### Voortplanting
De dieren worden op tweejarige leeftijd geslachtsrijp en broeden eenmaal per jaar. Mannetjes en vrouwtjes vormen paartjes en planten zich voort in augustus of september (lente op het zuidelijk halfrond). Voordat de bevalling plaatsvindt, bouwen vrouwtjes kleine, ronde nesten (ongeveer 200 mm in diameter) van twijgen en waterafstotend bamboe. Deze nesten bevinden zich 1 tot 2 m boven de grond. De jongen worden ongeveer drie tot vier weken na de conceptie geboren en klimmen in de goed ontwikkelde, naar voren gerichte opening van de buidel, waar ze ongeveer twee maanden aan een van de vier spenen vast blijven zitten. Er zijn nesten van maximaal vijf jongen gemeld, maar vrouwtjes kunnen niet meer dan vier nakomelingen tegelijk voeden. Hoewel de jongen vanaf december voor korte tijd de buidel beginnen te verlaten, worden ze pas in maart volledig onafhankelijk.

### Communicatie
Monitos del monte communiceren met geluid. 's Nachts produceren ze trillende roepen die eindigen in een hoestgeluid, evenals zoemende geluiden. Andere vormen van communicatie zijn niet bekend. Hoewel mannetjes en vrouwtjes paartjes vormen tijdens het voortplantingsseizoen, is de sociale structuur in de rest van het jaar niet bekend.

### Voedsel
Monitos del monte zijn voornamelijk insecteneters, zowel imago's als larven en poppen, die worden gevonden op boomtakken en in spleten in de schors. Motten en vlinders vormen een groot deel van hun dieet. Tijdens de zuidelijke zomer eten de dieren grote hoeveelheden vlezig fruit, waaronder van de familie van de maretakken. In gevangenschap eet deze soort een grote verscheidenheid aan voedsel, waaronder fruit, groenten, aardappelen, haver, ongewervelde dieren, gewervelde dieren, vlees, vis, eieren en kaas.

### Vijanden
De belangrijkste predatoren van monitos del monte zijn inheemse en uitheemse vogels en zoogdieren, met name huiskatten. Monitos del monte zijn een belangrijke prooi voor enkele roofdieren: 10% voor grijze vossen, 3,6% voor Darwins vossen en een klein deel voor kerkuilen. Monitos del monte produceren sterk ruikende afscheidingen uit klieren in de huid, wat roofdieren kan afschrikken. Ze vertonen ook een dreigende houding met ontblote tanden, vooral als ze worden gewekt uit hun fysiologische rust.

## Ecologie
In het gematigd bos van Valdivia is de monito del monte het enige verspreider van het zaad van de maretakachtige Tristerix corymbosus (Loranthaceae). De zaden passeren onbeschadigd door hun spijsverteringskanaal en worden direct afgezet op de bast van waardbomen. In feite is passage door hun darmen noodzakelijk om de zaden te laten ontkiemen. Dit mutualisme is mogelijk geëvolueerd in de afgelopen zeventig miljoen jaar. De maretak is een parasitaire klimplantensoort die belangrijk is voor het in stand houden van de plantendiversiteit in de ondergroei. Vogels en zoogdieren uit bijna honderd verschillende families gebruiken de maretak voor voedsel (vruchten en nectar) en nestmateriaal. Verstoring van het maretak-monito del monte mutualisme zou kunnen leiden tot uitsterven, een kleinere biodiversiteit en meer gevoeligheid voor droogte. In tegenstelling tot andere kleine zoogdieren die geconsumeerde plantenzaden kapot kunnen bijten, verspreidt de monitos del monte de zaden van de meeste plantensoorten in hun regio die vlezige vruchten hebben, waaronder Aristotelia chilensis en Azara microphylla.

## Relatie met de mens
In Chili gelooft men ten onrechte dat de monitos del monte ongeluik brengt, giftig is of ziektes kan veroorzaken. Er gaat zelfs een verhaal dat mensen hun huizen in brand hebben gestoken nadat ze er monitos del monte in hadden aangetroffen.
De monito del monte is niet bedreigd, maar de IUCN beschouwt de monito del monte als gevoelig. Aantallen nemen af als gevolg van het kappen van het bos en ontginning ten behoeve van de landbouw.
Dromiciops: Dromiciops bozinovici · Monito del monte (D. gliroides): (D. g. gliroides · D. g. mondaca)